# Marek Seweryn
Marek Seweryn (* 17. října 1957 Katovice) je bývalý polský vzpěrač, vysoký 160 cm.  
Vyučil se automechanikem. Se vzpíráním začínal v klubu HKS Szopienice, kde ho trénoval Czesław Białas. V roce 1975 se stal juniorským vicemistrem Evropy v kategorii do 52 kg. V roce 1978 vyhrál mistrovství Evropy ve vzpírání v bantamové váze v Havířově. Na mistrovství světa ve vzpírání skončil v roce 1978 druhý, pak přešel do pérové váhy a v roce 1979 získal titul mistra světa. Na olympijských hrách v roce 1980 získal bronzovou medaili. V říjnu 1983 vytvořil světový rekord v trhu výkonem 138 kg.
Poté soutěžil v lehké váze. Skončil třetí v lehké váze na soutěži Družba 84, v roce 1985 byl třetí na mistrovství Evropy a v roce 1986 na světovém šampionátu. Na olympiádě v Soulu v roce 1988 skončil v kategorii do 67,5 kg na čtvrtém místě. Osmkrát se stal vzpěračským mistrem Polska. Kariéru ukončil v roce 1994 a odešel žít do USA. Získal zlatou medaili Hlavního výboru pro tělovýchovu za vynikající sportovní úspěchy.